# اوکتیابرسکی (آدیغیه)
اوکتیابرسکی (به لاتین: Oktyabrsky) یک منطقهٔ مسکونی در روسیه است که در آدیغیه واقع شده‌است.